# Twardziak zimowy

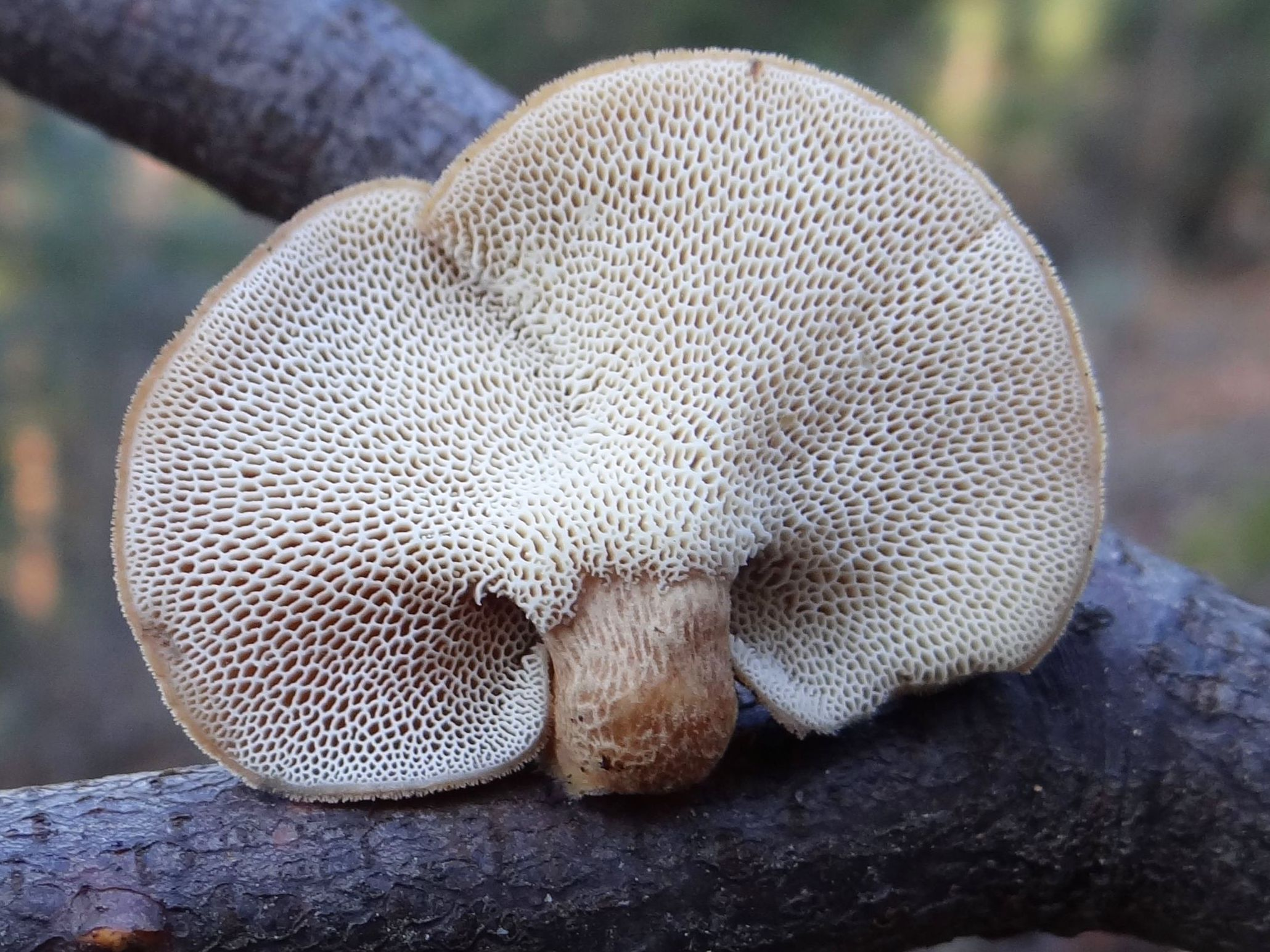
Duże i kanciaste pory żagwi zimowej

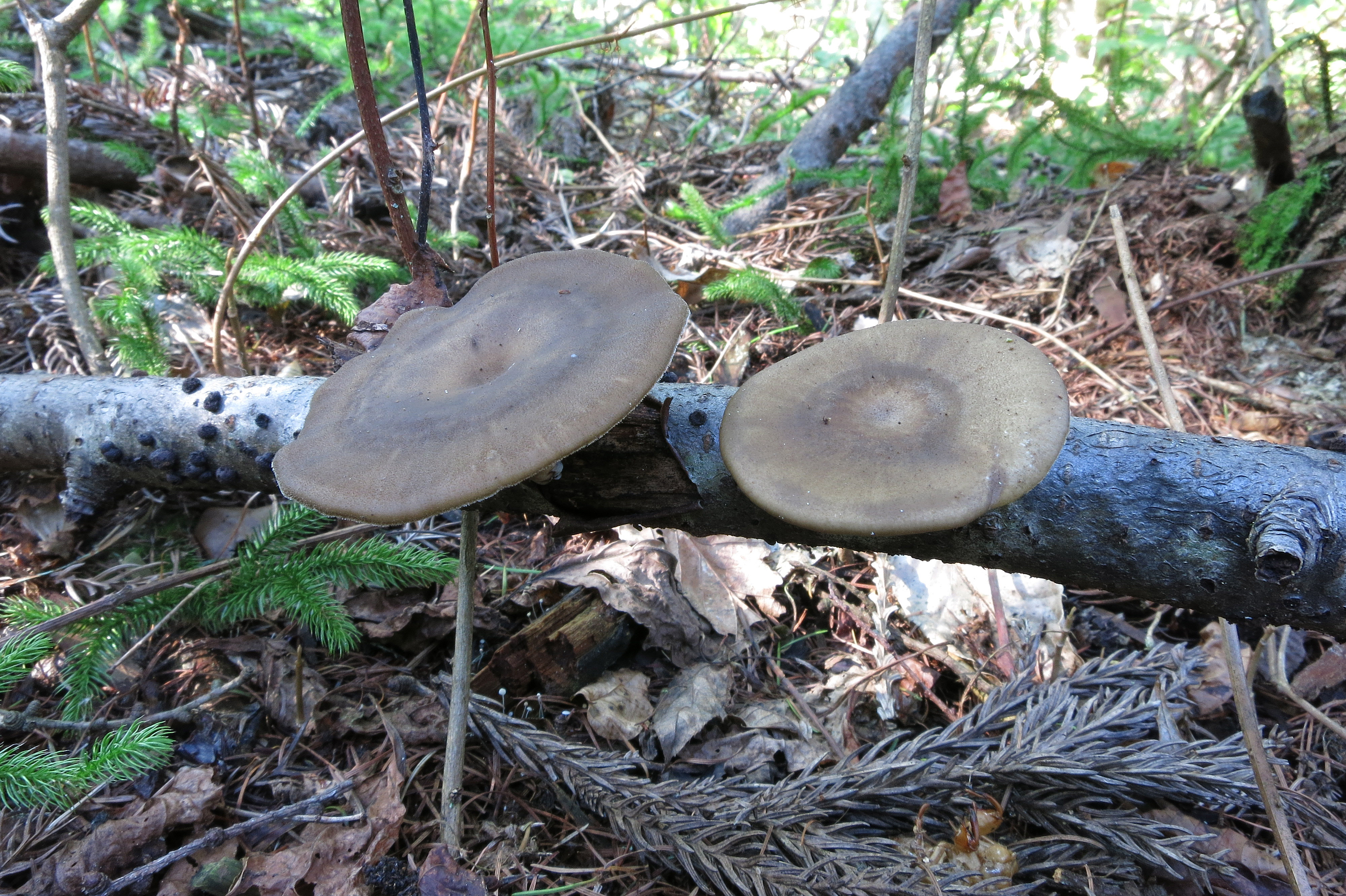

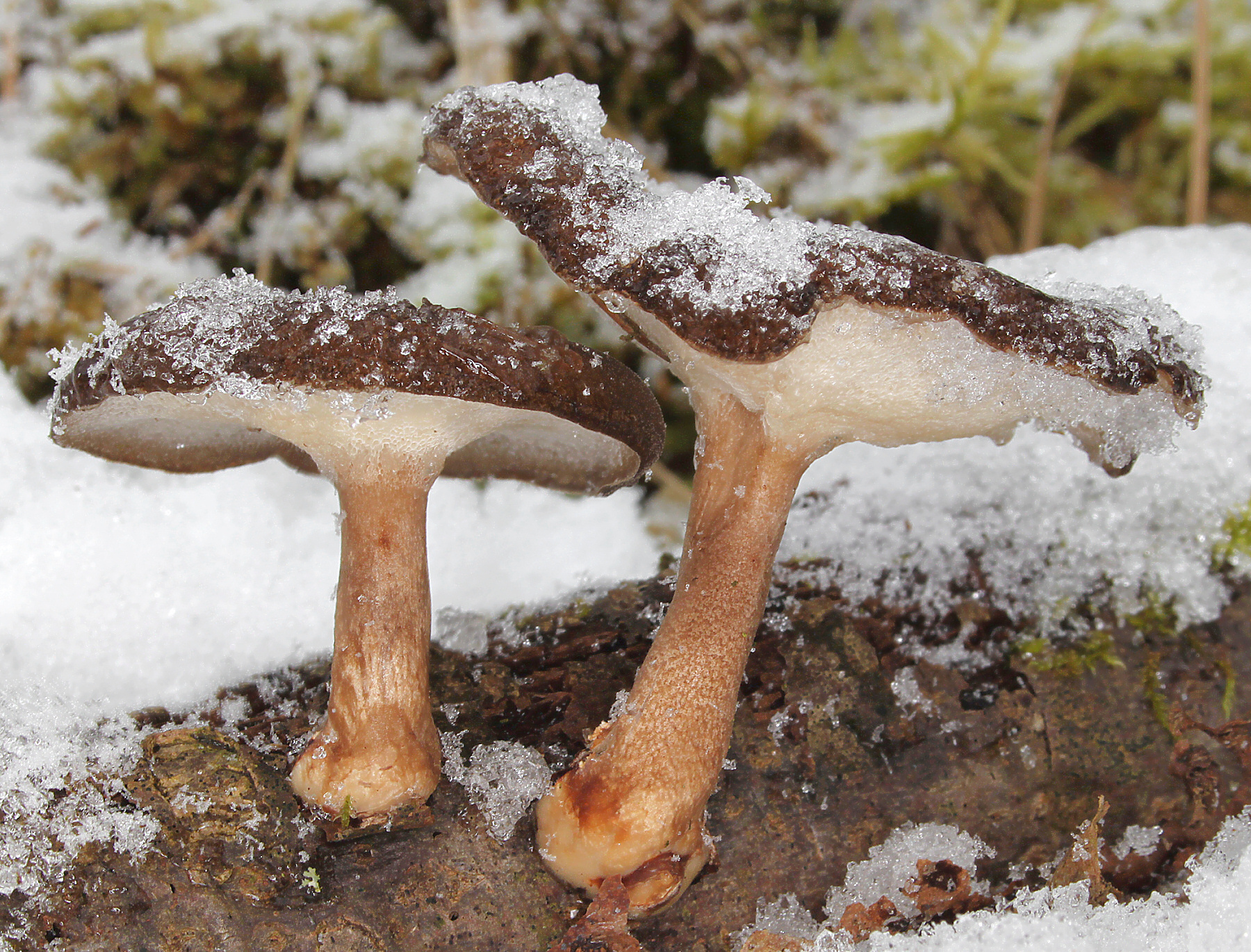
Rośnie również zimą

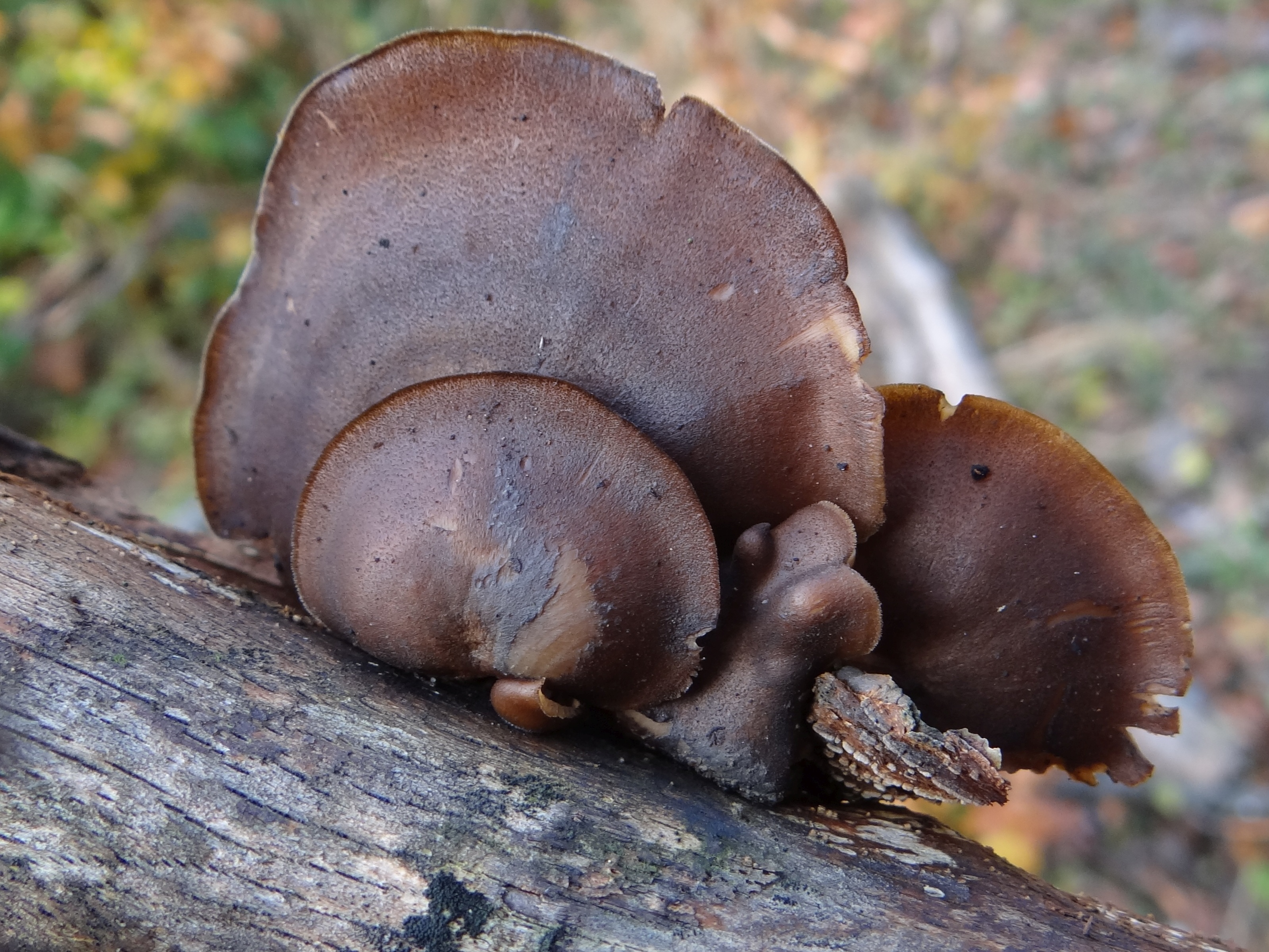

Twardziak zimowy, żagiew zimowa (Lentinus brumalis (Pers.) Fr.) – gatunek grzybów należący do rodziny żagwiowatych (Polyporaceae).

## Systematyka i nazewnictwo
Pozycja w klasyfikacji według Index Fungorum: Lentinus, Polyporaceae, Polyporales, Incertae sedis, Agaricomycetes, Agaricomycotina, Basidiomycota, Fungi.
Po raz pierwszy takson ten zdiagnozował w 1794 r. Christian Hendrik Persoon nadając mu nazwę Boletus brumalis. Obecną, uznaną przez Index Fungorum nazwę nadał mu w 2010 r. Ivan Zmitrovich, przenosząc go do rodzaju Lentinus.
Synonimów naukowych ma ok. 50. Niektóre z nich:

- Boletus ciliatus Hornem. 1806
- Favolus apiahynus Speg. 1919
- Lentinus brumalis (Pers.) Zmitr. 2010
- Leucoporus brumalis (Pers.) Sacc. ex Trotter 1972
- Leucoporus brumalis (Pers.) Speg. 1926
- Leucoporus vernalis (Fr.) Pat. 1900
- Microporus substriatus (Rostk.) Kuntze 1898
- Polyporellus brumalis (Pers.) P. Karst. 1879
- Polyporellus fuscidulus (Schrad.) P. Karst. 1879
- Polyporus brumalis (Pers.) Fr. 1818
- Polyporus cyathoides Quél. 1872
- Polyporus fuscidulus (Schrad.) Fr. 1838
- Polyporus luridus Berk. & M.A. Curtis 1873
- Polyporus nanus F. Brig. 1840
- Polyporus pauperculus Speg. 1889
- Polyporus subarcularius (Donk) Bondartsev 1953
- Polyporus substriatus Rostk. 1838
- Polyporus trachypus Rostk. 1848
- Polyporus tucumanensis Speg. 1898
- Polystictus substriatus (Rostk.) Cooke 1886

Franciszek Błoński w 1889 r. podał nazwę żagiew zimowa. W polskim piśmiennictwie mykologicznym gatunek ten opisywany był też przez tegoż autora pod nazwą huba trzoneczkowa. Po przeniesieniu gatunku do rodzaju Lentinus nazwa polska jest niespójna z nazwą naukową. W 2021 r. Komisja ds. Polskiego Nazewnictwa Grzybów zarekomendowała nazwę twardziak zimowy.

## Morfologia
Kapelusz
Średnica 2–8 cm, kształt okrągły i płasko rozpostarty, u starszych okazów nieco lejkowaty. Powierzchnia naga, delikatnie filcowata, lub łuskowata, brzeg kapelusza czasami owłosiony. Kolor od ciemnobrązowego do niemal czarnego.
Rurki
Zbiegające, o długości do 1 mm. Pory białe lub kremowe, kanciaste, o przekątnej 2–3 mm.
Trzon
Wysokość 3–6 cm, grubość ok. 0,5 cm. Jest centryczny lub niemal centryczny. Powierzchnia naga, kolor od jasnobrązowego do szarobrązowego.
Miąższ
Biały, elastyczny, cienki o słabym kwaskowym zapachu.
Wysyp zarodników
Biały. Zarodniki cylindryczne, gładkie, o rozmiarach 5–7 × 1,5–2,5 μm.

## Występowanie i siedlisko
Gatunek na świecie szeroko rozprzestrzeniony. W Polsce jest pospolity.
Owocniki pojawiają się dopiero późną jesienią i w zimie (stąd nazwa gatunkowa). Rośnie na obumarłych gałęziach i pniach drzew liściastych. Owocniki rosną również podczas łagodnej zimy, gdy zima jest surowa powtórnie pojawiają się wiosną. Stwierdzono występowanie na następujących drzewach: olsza szara, brzoza brodawkowata, brzoza omszona, grab, buk, dąb.

## Znaczenie
Saprotrof, grzyb niejadalny. W Nepalu jednak jest uważany za grzyb jadalny. Gatunek ten był używany jako modelowy obiekt w badaniach nad wzrostem grzybów w stanie nieważkości. W badaniach laboratoryjnych stwierdzono antynowotworowe działanie ekstraktu z grzybni żagwi zimowej; u myszy może on w 90% przypadków hamować wzrost mięsaka.

## Gatunki podobne
- twardziak orzęsiony (Lentinus substrictus), ale jego owocniki pojawiają się tylko od wiosny do lata. Ma drobne pory, zygzakowaty trzon, a kapelusz kosmaty lub owłosiony[5],
- twardziak włosistobrzegi (Lentinus arcularius) ma również duże pory, ale kapelusz jaśniejszy i na brzegu z wyraźnie widocznymi szczecinkami.